# Фотолов
Фотолов е практиката да се търсят животински видове (често редки), за да бъдат снимани. Често терминът се използва и по-широко за фотография в природата. За разлика от традиционния лов, фотоловът не унищожава животните, които ловците намират. Съществува и подводен вариант на фотолова.
Заради богатото биоразнообразие, България се счита за добра дестинация за фотолов. Предлагат се и различни туристически пакети, включващи този нововъзникващ спорт.